# The Net
The Net è una serie televisiva statunitense. La trama della serie è basata sul film omonimo del 1995 interpretato da Sandra Bullock, The Net - Intrappolata nella rete.
La serie, oltre a riprendere la trama del film, riprende anche il personaggio principale, Angela Bennett, qui interpretato da Brooke Langton.